# Coronini (gmina)
Gmina Coronini – gmina w okręgu Caraș-Severin w zachodniej Rumunii. Zamieszkuje ją 1748 osób. W skład gminy wchodzą dwie miejscowości Coronini i Sfânta Elena. 